# Транстайга
Транстайга (фр. Route Trans-Nord-Du-Québec; Route Transtaïga) — автомагистральная система региона Север Квебека, провинция Квебек, Канада. Это самая северная автодорога Америки, в настоящее время заканчивающаяся у 55-й параллели близ реки Каниаписко. Пересекает таёжную часть субарктического Квебека, откуда и название. Связывает между собой ключевые населённые пункты региона, обслуживающие каскады ГЭС компании Идро-Кебек. Протяженность трассы — 582 километра длиной. В будущем планируется продлить её на север до г. Кууджуак в Нунавике, а также построить ответвление к г. Шеффервилл, который расположен в 190 км к востоку от дороги и остро нуждается в улучшении своей инфраструктуры для связи с внешним миром.